# マクロギロダクティルス・ポリプティ
マクロギロダクティルス・ポリプティ（学名：Macrogyrodactylus polypteri）は、単生綱ギロダクチルス科に属する寄生虫。体長2-2.5mmで半透明、白色。胎生である。
アフリカ熱帯域に分布する淡水魚であるポリプテルスと近縁種のアミメウナギにのみ寄生する。感染魚は石などに体表を擦りつけこの寄生虫を落とそうとする。本来ポリプテルス特有の寄生虫の為、ある程度の耐性があるポリプテルスよりも、生息域が異なりポリプティに耐性の無いアミメウナギの方が、感染魚の致死率は高い。
この寄生虫に寄生されて起こる魚類疾患をマクロギロダクティルス症、またはポリプティと言う。